# Sportåret 1825

## Händelser

### Boxning
- 19 juli – Jem Ward besegrar Tom Cannon i Warwick och tar därmed över den engelska mästerskapstiteln i tungvikt. Matchen varar i tio minuter över tio ronder.[1]

### Cricket
- Okänt datum – Matcher mellan Storbritanniens grevskap (counties) återupptas för första gången sedan 1796.

## Födda
- 12 juni – Anton Santesson, svensk gymnastikledare[2]

## Avlidna

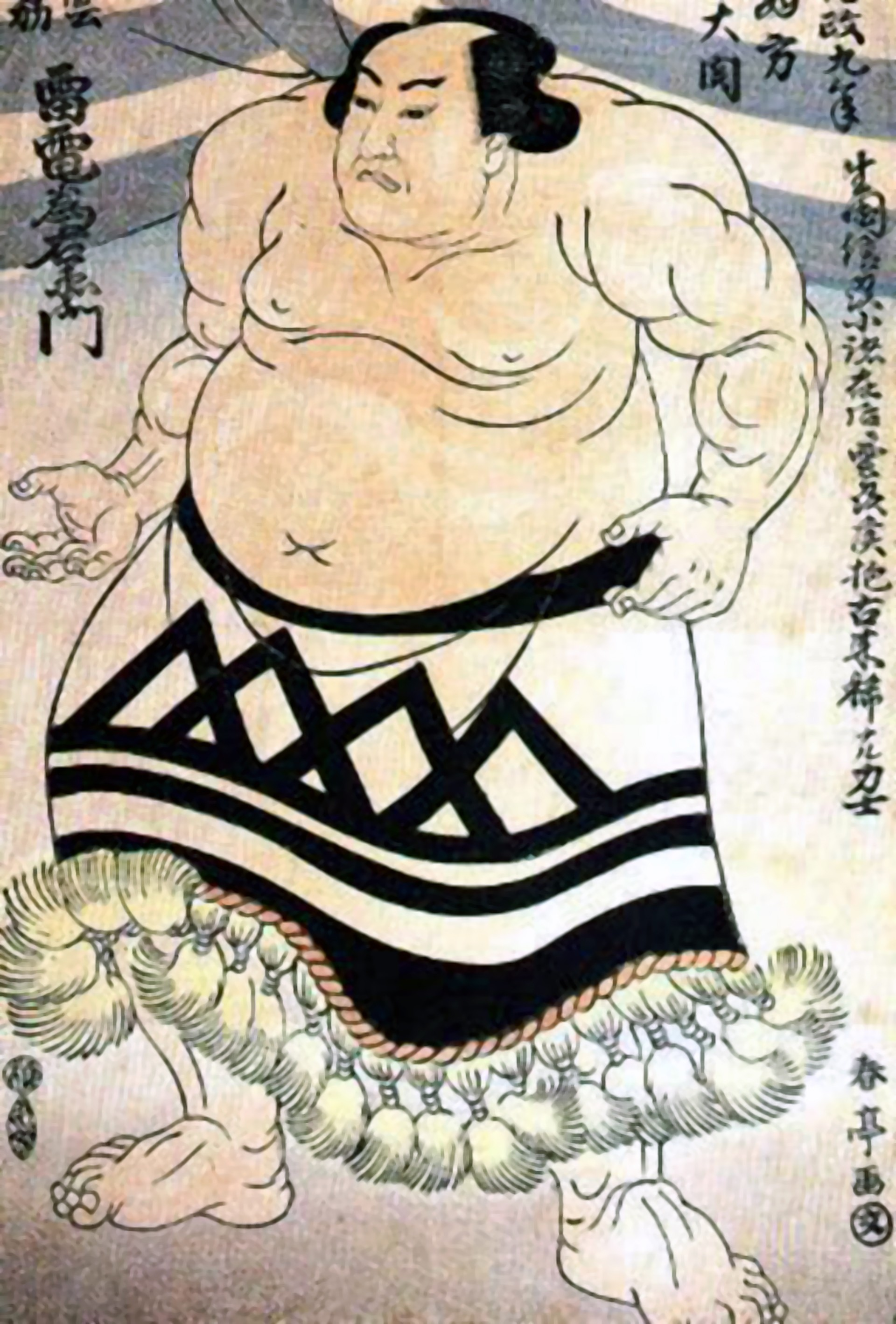
Raiden Tameemon.

- 11 februari – Raiden Tameemon, japansk sumobrottare[3]